# 4 Heures du Nürburgring FIA GT 1997
Navigation
Édition suivante
Les 4 Heures du Nürburgring 1997 FIA GT, disputées le 29 juin 1997 sur le circuit du Nürburgring, et la quatrième manche du championnat FIA GT 1997.

## Course

### Classement de la course
Classement à l'issue de la course (vainqueurs de catégorie en gras), :
| Pos.   | Catégorie | N° | Écurie                                       | Pilotes                                                  | Châssis                      | Pneus | Tours |
| Pos.   | Catégorie | N° | Écurie                                       | Pilotes                                                  | Moteur                       | Pneus | Tours |
| ------ | --------- | -- | -------------------------------------------- | -------------------------------------------------------- | ---------------------------- | ----- | ----- |
| 1      | GT1       | 11 | AMG-Mercedes                                 | Bernd Schneider Klaus Ludwig                             | Mercedes-Benz CLK GTR        | B     | 147   |
| 1      | GT1       | 11 | AMG-Mercedes                                 | Bernd Schneider Klaus Ludwig                             | Mercedes-Benz LS600 6.0L V12 | B     | 147   |
| 2      | GT1       | 10 | AMG-Mercedes                                 | Marcel Tiemann Alessandro Nannini                        | Mercedes-Benz CLK GTR        | B     | 147   |
| 2      | GT1       | 10 | AMG-Mercedes                                 | Marcel Tiemann Alessandro Nannini                        | Mercedes-Benz LS600 6.0L V12 | B     | 147   |
| 3      | GT1       | 8  | BMW Motorsport Schnitzer Motorsport          | JJ Lehto Steve Soper                                     | McLaren F1 GTR               | M     | 146   |
| 3      | GT1       | 8  | BMW Motorsport Schnitzer Motorsport          | JJ Lehto Steve Soper                                     | BMW S70 6.0L V12             | M     | 146   |
| 4      | GT1       | 9  | BMW Motorsport Schnitzer Motorsport          | Peter Kox Roberto Ravaglia                               | McLaren F1 GTR               | M     | 146   |
| 4      | GT1       | 9  | BMW Motorsport Schnitzer Motorsport          | Peter Kox Roberto Ravaglia                               | BMW S70 6.0L V12             | M     | 146   |
| 5      | GT1       | 3  | Gulf Team Davidoff GTC Racing                | Jean-Marc Gounon Pierre-Henri Raphanel                   | McLaren F1 GTR               | M     | 146   |
| 5      | GT1       | 3  | Gulf Team Davidoff GTC Racing                | Jean-Marc Gounon Pierre-Henri Raphanel                   | BMW S70 6.0L V12             | M     | 146   |
| 6      | GT1       | 27 | Parabolica Motorsport                        | Gary Ayles Chris Goodwin                                 | McLaren F1 GTR               | M     | 144   |
| 6      | GT1       | 27 | Parabolica Motorsport                        | Gary Ayles Chris Goodwin                                 | BMW S70 6.0L V12             | M     | 144   |
| 7      | GT1       | 2  | Gulf Team Davidoff GTC Racing                | John Nielsen Thomas Bscher                               | McLaren F1 GTR               | M     | 144   |
| 7      | GT1       | 2  | Gulf Team Davidoff GTC Racing                | John Nielsen Thomas Bscher                               | BMW S70 6.0L V12             | M     | 144   |
| 8      | GT1       | 17 | JB Racing                                    | Jürgen von Gartzen Emmanuel Collard                      | Porsche 911 GT1              | M     | 143   |
| 8      | GT1       | 17 | JB Racing                                    | Jürgen von Gartzen Emmanuel Collard                      | Porsche 3.2L Turbo Flat-6    | M     | 143   |
| 9      | GT1       | 21 | Kremer Racing                                | Christophe Bouchut Carl Rosenblad                        | Porsche 911 GT1              | G     | 143   |
| 9      | GT1       | 21 | Kremer Racing                                | Christophe Bouchut Carl Rosenblad                        | Porsche 3.2L Turbo Flat-6    | G     | 143   |
| 10     | GT1       | 6  | Porsche AG                                   | Hans-Joachim Stuck Thierry Boutsen                       | Porsche 911 GT1 Evo          | M     | 142   |
| 10     | GT1       | 6  | Porsche AG                                   | Hans-Joachim Stuck Thierry Boutsen                       | Porsche 3.2L Turbo Flat-6    | M     | 142   |
| 11     | GT1       | 14 | GT1 Racing Franck Muller                     | Jan Lammers Mike Hezemans                                | Lotus Elise GT1              | P     | 142   |
| 11     | GT1       | 14 | GT1 Racing Franck Muller                     | Jan Lammers Mike Hezemans                                | Chevrolet LT5 6.0L V8        | P     | 142   |
| 12     | GT1       | 22 | BMS Scuderia Italia                          | Christian Pescatori Pierluigi Martini                    | Porsche 911 GT1              | P     | 141   |
| 12     | GT1       | 22 | BMS Scuderia Italia                          | Christian Pescatori Pierluigi Martini                    | Porsche 3.2L Turbo Flat-6    | P     | 141   |
| 13     | GT1       | 5  | David Price Racing                           | David Brabham Perry McCarthy                             | Panoz Esperante GTR-1        | G     | 136   |
| 13     | GT1       | 5  | David Price Racing                           | David Brabham Perry McCarthy                             | Ford (Roush) 6.0L V8         | G     | 136   |
| 14     | GT1       | 4  | David Price Racing                           | Andy Wallace James Weaver                                | Panoz Esperante GTR-1        | G     | 134   |
| 14     | GT1       | 4  | David Price Racing                           | Andy Wallace James Weaver                                | Ford (Roush) 6.0L V8         | G     | 134   |
| 15     | GT1       | 24 | GBF UK Ltd.                                  | Martin Stretton Andrea Boldrini                          | Lotus Elise GT1              | M     | 134   |
| 15     | GT1       | 24 | GBF UK Ltd.                                  | Martin Stretton Andrea Boldrini                          | Lotus 3.5L Turbo V8          | M     | 134   |
| 16     | GT2       | 56 | Roock Racing                                 | Claudia Hürtgen Bruno Eichmann Ni Amorim                 | Porsche 911 GT2              | M     | 133   |
| 16     | GT2       | 56 | Roock Racing                                 | Claudia Hürtgen Bruno Eichmann Ni Amorim                 | Porsche 3.6L Turbo Flat-6    | M     | 133   |
| 17     | GT1       | 25 | BBA Compétition                              | David Velay Jean-Luc Maury-Laribière                     | McLaren F1 GTR               | D     | 133   |
| 17     | GT1       | 25 | BBA Compétition                              | David Velay Jean-Luc Maury-Laribière                     | BMW S70 6.1L V12             | D     | 133   |
| 18     | GT2       | 52 | Viper Team Oreca                             | Justin Bell Marc Duez                                    | Chrysler Viper GTS-R         | M     | 132   |
| 18     | GT2       | 52 | Viper Team Oreca                             | Justin Bell Marc Duez                                    | Chrysler 8.0L V10            | M     | 132   |
| 19     | GT2       | 66 | Konrad Motorsport                            | Franz Konrad Toni Seiler Bert Ploeg                      | Porsche 911 GT2              | P     | 132   |
| 19     | GT2       | 66 | Konrad Motorsport                            | Franz Konrad Toni Seiler Bert Ploeg                      | Porsche 3.6L Turbo Flat-6    | P     | 132   |
| 20     | GT2       | 63 | Krauss Motorsport                            | Michael Trunk Bernhard Müller                            | Porsche 911 GT2              | P     | 131   |
| 20     | GT2       | 63 | Krauss Motorsport                            | Michael Trunk Bernhard Müller                            | Porsche 3.6L Turbo Flat-6    | P     | 131   |
| 21     | GT2       | 61 | Stadler Motorsport                           | Ulli Richter Enzo Calderari Lilian Bryner                | Porsche 911 GT2              | P     | 131   |
| 21     | GT2       | 61 | Stadler Motorsport                           | Ulli Richter Enzo Calderari Lilian Bryner                | Porsche 3.6L Turbo Flat-6    | P     | 131   |
| 22     | GT2       | 73 | Seikel Motorsport                            | Wolfgang Haugg Fred Rosterg Giuseppe Quargenten          | Porsche 911 GT2              | ?     | 129   |
| 22     | GT2       | 73 | Seikel Motorsport                            | Wolfgang Haugg Fred Rosterg Giuseppe Quargenten          | Porsche 3.6L Turbo Flat-6    | ?     | 129   |
| 23     | GT2       | 68 | Rennsport Italia                             | Angelo Zadra Leonardo Maddalena Renato Mastropietro (en) | Porsche 911 GT2              | ?     | 129   |
| 23     | GT2       | 68 | Rennsport Italia                             | Angelo Zadra Leonardo Maddalena Renato Mastropietro (en) | Porsche 3.6L Turbo Flat-6    | ?     | 129   |
| 24     | GT2       | 58 | Estoril Racing                               | Michel Monteiro Manuel Monteiro                          | Porsche 911 GT2              | ?     | 129   |
| 24     | GT2       | 58 | Estoril Racing                               | Michel Monteiro Manuel Monteiro                          | Porsche 3.6L Turbo Flat-6    | ?     | 129   |
| 25     | GT1       | 7  | Porsche AG                                   | Bob Wollek Yannick Dalmas                                | Porsche 911 GT1 Evo          | M     | 127   |
| 25     | GT1       | 7  | Porsche AG                                   | Bob Wollek Yannick Dalmas                                | Porsche 3.2L Turbo Flat-6    | M     | 127   |
| 26     | GT2       | 62 | Stadler Motorsport                           | Bruno Michelotti Uwe Sick Axel Röhr                      | Porsche 911 GT2              | P     | 127   |
| 26     | GT2       | 62 | Stadler Motorsport                           | Bruno Michelotti Uwe Sick Axel Röhr                      | Porsche 3.6L Turbo Flat-6    | P     | 127   |
| 27     | GT2       | 57 | Roock Racing                                 | Stéphane Ortelli Hugh Price John Robinson                | Porsche 911 GT2              | M     | 127   |
| 27     | GT2       | 57 | Roock Racing                                 | Stéphane Ortelli Hugh Price John Robinson                | Porsche 3.6L Turbo Flat-6    | M     | 127   |
| 28     | GT2       | 69 | Proton Motorsport                            | Gerold Ried Patrick Vuillaume                            | Porsche 911 GT2              | P     | 126   |
| 28     | GT2       | 69 | Proton Motorsport                            | Gerold Ried Patrick Vuillaume                            | Porsche 3.6L Turbo Flat-6    | P     | 126   |
| 29     | GT1       | 20 | DAMS Panoz                                   | Éric Bernard Franck Lagorce                              | Panoz Esperante GTR-1        | M     | 124   |
| 29     | GT1       | 20 | DAMS Panoz                                   | Éric Bernard Franck Lagorce                              | Ford (Roush) 6.0L V8         | M     | 124   |
| 30     | GT2       | 81 | Michael Eschmann Automobil Club Radevormwald | Michael Eschmann Paul Hulverscheid Gunter Döbler         | Porsche 911 GT2              | ?     | 123   |
| 30     | GT2       | 81 | Michael Eschmann Automobil Club Radevormwald | Michael Eschmann Paul Hulverscheid Gunter Döbler         | Porsche 3.6L Turbo Flat-6    | ?     | 123   |
| 31     | GT2       | 71 | GT Racing Team                               | Luca Drudi Luigino Pagotto                               | Porsche 911 GT2              | ?     | 123   |
| 31     | GT2       | 71 | GT Racing Team                               | Luca Drudi Luigino Pagotto                               | Porsche 3.6L Turbo Flat-6    | ?     | 123   |
| 32     | GT2       | 50 | Agusta Racing Team                           | Rocky Agusta Almo Coppelli                               | Callaway Corvette LM-GT      | D     | 122   |
| 32     | GT2       | 50 | Agusta Racing Team                           | Rocky Agusta Almo Coppelli                               | Chevrolet 6.3L V8            | D     | 122   |
| 33     | GT2       | 53 | Chamberlain Engineering                      | David Goode Tim O'Kennedy Hans Hugenholtz                | Chrysler Viper GTS-R         | G     | 122   |
| 33     | GT2       | 53 | Chamberlain Engineering                      | David Goode Tim O'Kennedy Hans Hugenholtz                | Chrysler 8.0L V10            | G     | 122   |
| 34     | GT2       | 75 | G-Force                                      | Geoff Lister John Greasley Magnus Wallinder              | Porsche 911 GT2              | D     | 112   |
| 34     | GT2       | 75 | G-Force                                      | Geoff Lister John Greasley Magnus Wallinder              | Porsche 3.6L Turbo Flat-6    | D     | 112   |
| 35     | GT2       | 51 | Viper Team Oreca                             | Olivier Beretta Philippe Gache                           | Chrysler Viper GTS-R         | M     | 101   |
| 35     | GT2       | 51 | Viper Team Oreca                             | Olivier Beretta Philippe Gache                           | Chrysler 8.0L V10            | M     | 101   |
| 36 DNF | GT2       | 59 | Marcos Racing International                  | Cor Euser Harald Becker                                  | Marcos LM600                 | D     | 83    |
| 36 DNF | GT2       | 59 | Marcos Racing International                  | Cor Euser Harald Becker                                  | Chevrolet 5.9L V8            | D     | 83    |
| 37 DNF | GT1       | 26 | Konrad Motorsport                            | Mauro Baldi Ivan Capelli Gerd Ruch                       | Porsche 911 GT1              | P     | 81    |
| 37 DNF | GT1       | 26 | Konrad Motorsport                            | Mauro Baldi Ivan Capelli Gerd Ruch                       | Porsche 3.2L Turbo Flat-6    | P     | 81    |
| 38 DNF | GT1       | 13 | GT1 Racing Franck Muller                     | Fabien Giroix Jean-Denis Delétraz                        | Lotus Elise GT1              | P     | 74    |
| 38 DNF | GT1       | 13 | GT1 Racing Franck Muller                     | Fabien Giroix Jean-Denis Delétraz                        | Chevrolet LT5 6.0L V8        | P     | 74    |
| 39 DNF | GT2       | 70 | Dellenbach Motorsport                        | Güther Blieninger Wolfgang Treml Rainer Bonnetsmüller    | Porsche 911 GT2              | D     | 73    |
| 39 DNF | GT2       | 70 | Dellenbach Motorsport                        | Güther Blieninger Wolfgang Treml Rainer Bonnetsmüller    | Porsche 3.6L Turbo Flat-6    | D     | 73    |
| 40 DNF | GT2       | 65 | RWS                                          | Luca Riccitelli Raffaele Sangiuolo                       | Porsche 911 GT2              | ?     | 65    |
| 40 DNF | GT2       | 65 | RWS                                          | Luca Riccitelli Raffaele Sangiuolo                       | Porsche 3.6L Turbo Flat-6    | ?     | 65    |
| 41 DNF | GT1       | 16 | Roock Racing                                 | Ralf Kelleners Stéphane Ortelli Pedro Chaves             | Porsche 911 GT1              | M     | 49    |
| 41 DNF | GT1       | 16 | Roock Racing                                 | Ralf Kelleners Stéphane Ortelli Pedro Chaves             | Porsche 3.2L Turbo Flat-6    | M     | 49    |
| 42 DNF | GT2       | 55 | Augustin Motorsport                          | Manfred Jurasz Helmut Reis Wido Rössler                  | Porsche 911 GT2              | G     | 43    |
| 42 DNF | GT2       | 55 | Augustin Motorsport                          | Manfred Jurasz Helmut Reis Wido Rössler                  | Porsche 3.6L Turbo Flat-6    | G     | 43    |
| 43 DNF | GT1       | 12 | AMG-Mercedes                                 | Klaus Ludwig Bernd Mayländer                             | Mercedes-Benz CLK GTR        | B     | 42    |
| 43 DNF | GT1       | 12 | AMG-Mercedes                                 | Klaus Ludwig Bernd Mayländer                             | Mercedes-Benz LS600 6.0L V12 | B     | 42    |
| 44 DNF | GT1       | 1  | Gulf Team Davidoff GTC Racing                | Andrew Gilbert-Scott Anders Olofsson                     | McLaren F1 GTR               | M     | 28    |
| 44 DNF | GT1       | 1  | Gulf Team Davidoff GTC Racing                | Andrew Gilbert-Scott Anders Olofsson                     | BMW S70 6.0L V12             | M     | 28    |
| 45 DNF | GT1       | 31 | Augustin Motorsport                          | Hans-Jörg Hofer Stefan Roitmayer Stefano Buttiero        | Porsche 911 GT2 Evo          | G     | 28    |
| 45 DNF | GT1       | 31 | Augustin Motorsport                          | Hans-Jörg Hofer Stefan Roitmayer Stefano Buttiero        | Porsche 3.6L Turbo Flat-6    | G     | 28    |
| 46 DNF | GT1       | 23 | GBF UK Ltd.                                  | Luca Badoer Mimmo Schiattarella                          | Lotus Elise GT1              | P     | 22    |
| 46 DNF | GT1       | 23 | GBF UK Ltd.                                  | Luca Badoer Mimmo Schiattarella                          | Lotus 3.5L Turbo V8          | P     | 22    |
| 47 DNF | GT1       | 15 | First Racing Project GT1 Racing              | Ratanakul Prutirat Alexander Grau                        | Lotus Elise GT1              | P     | 3     |
| 47 DNF | GT1       | 15 | First Racing Project GT1 Racing              | Ratanakul Prutirat Alexander Grau                        | Chevrolet LT5 6.0L V8        | P     | 3     |